# Belleville (Zoukougbeu)
Pour les articles homonymes, voir Belleville.
Belleville est une localité de l'ouest de la Côte d'Ivoire, appartenant au département de Daloa, dans la région du Haut-Sassandra.
La localité de Belleville est un chef-lieu de commune.